# Nsibidi

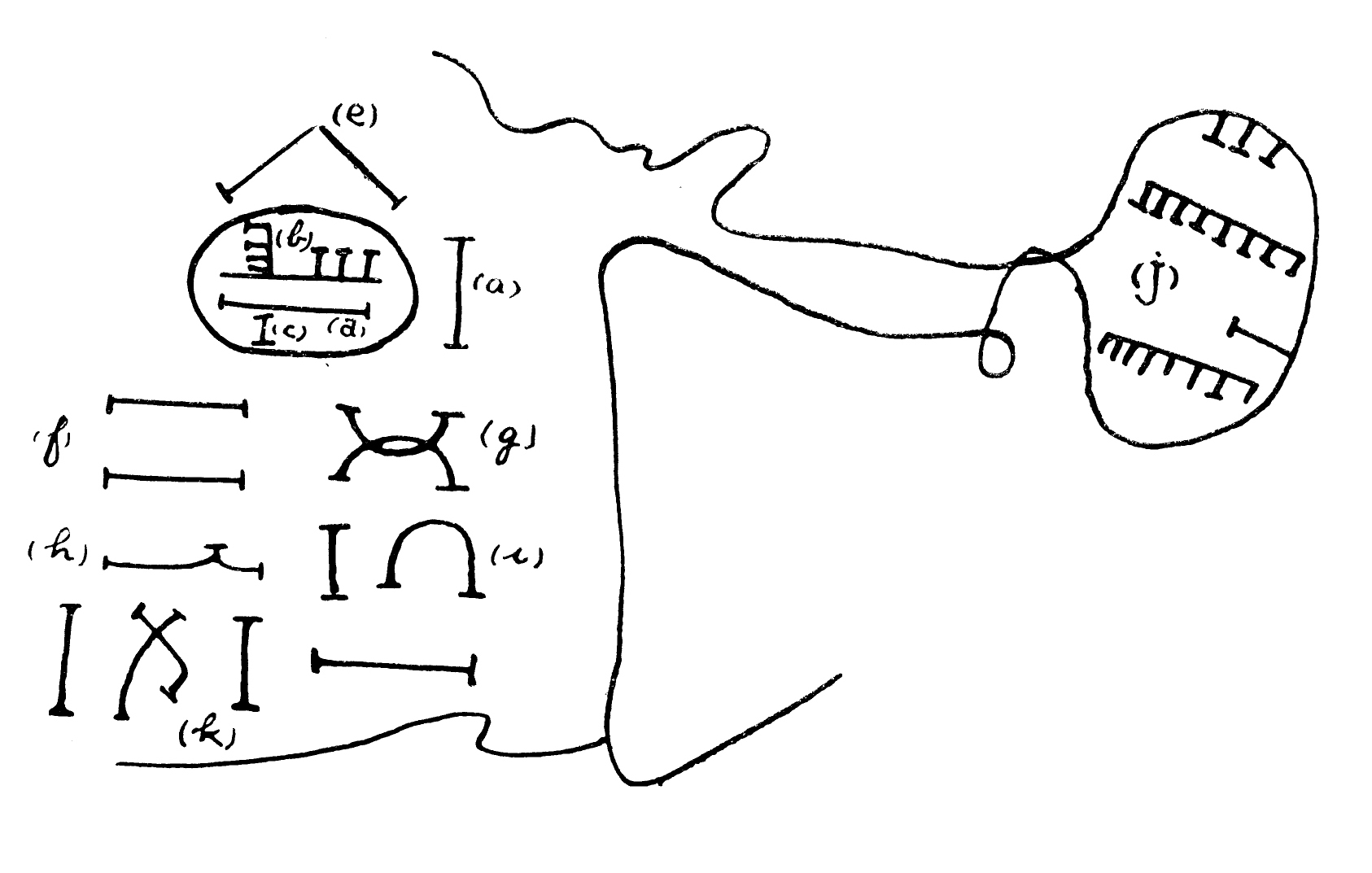
Un Ikpe (jugement) dans l'écriture Nsibidi.

Le nsibidi (aussi appelé nsibiri, nchibiddi ou nchibiddy) est un système de symboles utilisé dans le Sud-Est du Nigéria ; il s'agit vraisemblablement d'idéogrammes, et peut-être dans certains cas de logogrammes. Il comprend plusieurs milliers de symboles, dont cinq cents ont été répertoriés.

## Historique
Les premières formes de nsibidi ont été retrouvées dans la région de Calabar, sur des poteries antérieures au XVe siècle. Il a notamment été utilisé par la société secrète Ekpe (en), active dans la région de la Cross au sein de plusieurs peuples, notamment les Ekoi, les Efik et les Igbo.
Le nsibidi était d'usage courant dans cette région avant la colonisation britannique, dans deux versions, l'une sacrée, l'autre pouvant être utilisée par tous. Son utilisation remonte au moins au XVe siècle, mais les symboles utilisés pourraient avoir une origine bien plus ancienne, notamment les figures stylisées figurant sur les monolithes d'Ikom. La diffusion du christianisme et de la scolarisation occidentale ont contribué à restreindre son utilisation aux membres des sociétés secrètes. Du fait de la traite atlantique, le nsibidi a pu avoir une influence sur les systèmes symboliques utilisés par certaines populations afro-américaines, notamment le vévé et l’anaforuana. Les premiers travaux de recherche occidentaux sur le nsibidi remontent au début du XXe siècle.

## Dans la fiction
Le nsibidi apparaît dans les romans Akata Witch (2011) et Akata Warrior (2017) de Nnedi Okorafor.
Le nsibidi est utilisé dans le film Black Panther (2018) comme ancienne forme d'écriture du pays de fiction de Wakanda ; la forme d'écriture contemporaine utilisée dans le film s'en inspire largement,.

## Dans l'art
Dans ses œuvres, l'artiste nigériano-américain Victor Ekpuk (en) s'inspire du nsibidi.

## Exemples
Quelques exemples de symboles nsibidi relevés par  J. K. Macgregor (1909) et Elphinstone Dayrell (1910 et 1911) dans des articles publiés par le The Journal of the Royal Anthropological Institute of Great Britain and Ireland and Man.
|                                 |
| Conversation entre deux hommes. |

|       |
| Lune. |

|         |
| Tortue. |